# Linate Aeroporto (metropolitana di Milano)
Linate Aeroporto è una stazione della linea M4 della metropolitana di Milano.
Serve l'aeroporto di Milano-Linate. Nonostante si trovi geograficamente nel comune di Segrate, è considerata una stazione urbana a fini tariffari.

## Storia
Il 7 marzo 2012 sono state consegnate le aree per un successivo inizio dei lavori al consorzio di imprese che deve realizzare l'opera e a maggio sono iniziati i lavori di demolizione del parcheggio.
Dopo la demolizione del vecchio parcheggio di scambio, il 19 luglio 2012 sono iniziati i lavori di costruzione veri e propri.
La stazione è stata inaugurata il 26 novembre 2022.

## Struttura e impianti
La stazione è dotata di due accessi separati. Il primo è situato all'interno del terminal dell'aeroporto di Milano-Linate, nella zona arrivi. Questo ingresso è geograficamente situato sul lato nord del terminal, nella zona prossima all'ingresso dei parcheggi multipiano.
Il secondo accesso si trova in una struttura fisicamente separata dal terminal, in una zona sulla via Circonvallazione Idroscalo indicata come Kiss&Ride, dedicata alle soste brevi dei veicoli che lì possono lasciare i passeggeri diretti verso l'aeroporto.

## Interscambi
- Aeroporto (Milano-Linate)
- Fermata autobus

## Servizi
La stazione dispone di:
- Accessibilità per portatori di handicap
- Ascensori
- Scale mobili
- Emettitrice automatica biglietti
- Stazione videosorvegliata
- Servizi igienici

## Galleria d'immagini

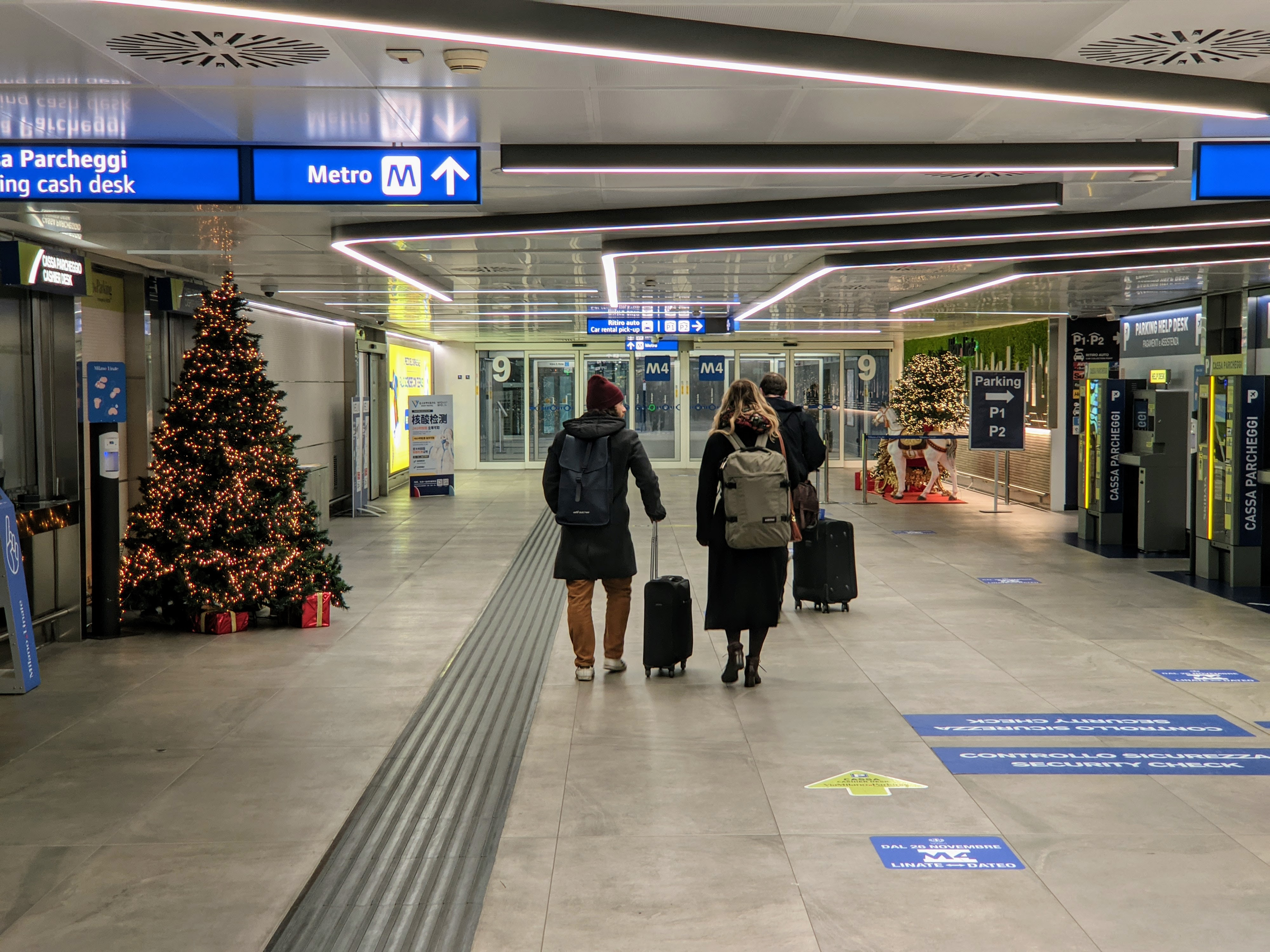
L'entrata della stazione all'interno del terminal dell'aeroporto di Milano-Linate
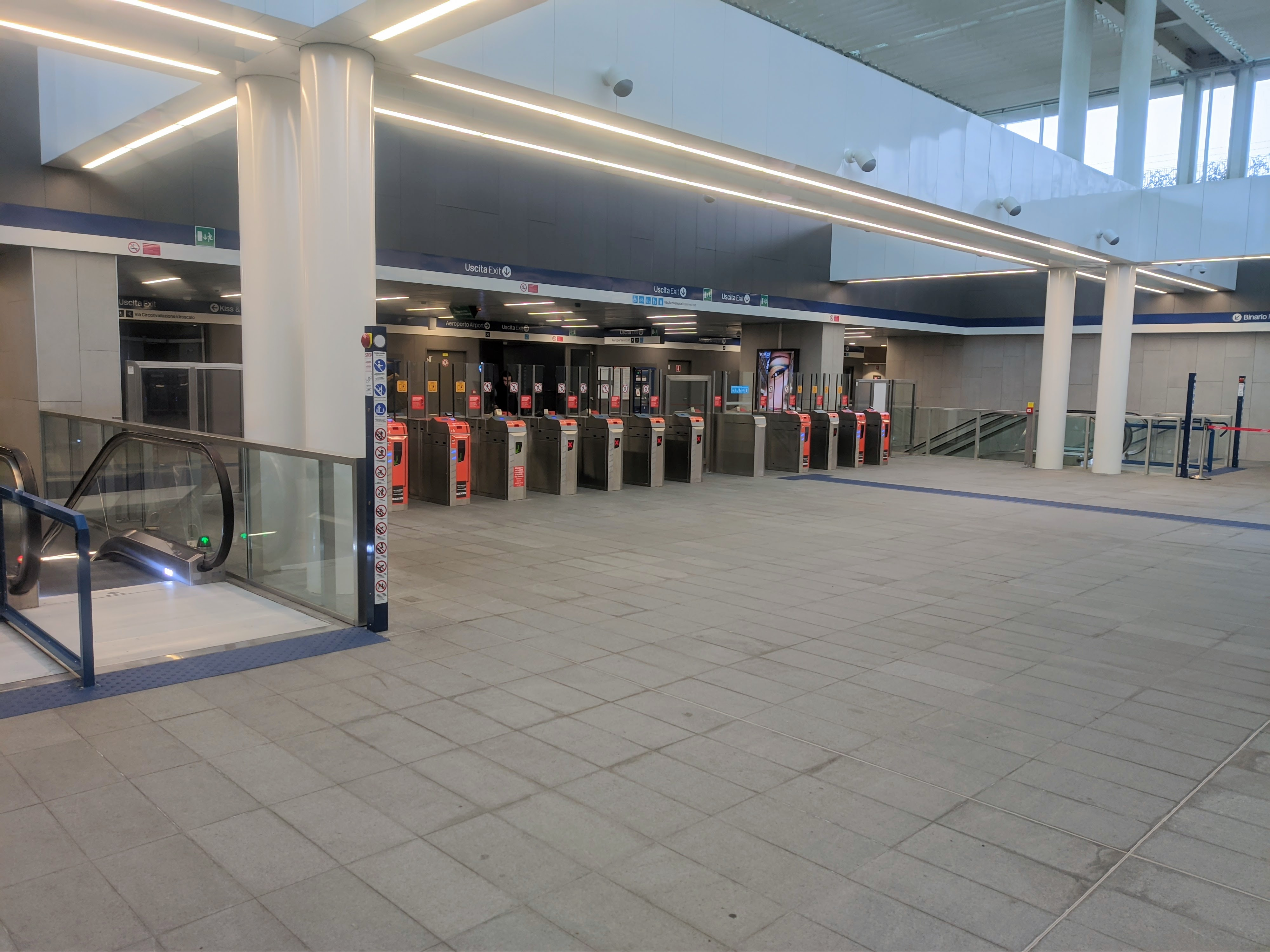
Il mezzanino della stazione